# Асиввожйоль
Асиввожйо́ль або Асиввож'є́ль (рос. Асыввожёль, Асыввожъель) — річка в Республіці Комі, Росія, права притока річки Асивлунвож (Мартюр), лівої притоки річки Ілич, правої притоки річки Печора. Протікає територією Троїцько-Печорського району.
Річка протікає на південний захід, захід та південний захід.